# Diastatops intensa
Diastatops intensa là loài chuồn chuồn trong họ Libellulidae. Loài này được Montgomery mô tả khoa học đầu tiên năm 1940.